# Ынталы (Ордабасинский район)
Ынталы (каз. Ынталы, до 1999 г. — Коммунизм) — село в Ордабасинском районе Туркестанской области Казахстана. Входит в состав Кажымуканского сельского округа. Код КАТО — 514630400.

## Население
В 1999 году население села составляло 2204 человека (1097 мужчин и 1107 женщин). По данным переписи 2009 года, в селе проживало 2217 человек (1138 мужчин и 1079 женщин).